# Ría de Mogro
La ría de Boo (modernamente, a veces, Abra del Pas o "ría de Mogro") es un estuario situado en la costa central de Cantabria (España), entre los municipios de Miengo y Piélagos, siendo la desembocadura del río Pas al mar Cantábrico. Tiene una superficie de 228,4 hectáreas y un perímetro de 24,8 kilómetros, con una superficie intermareal del 62%. Está protegida por el LIC Dunas de Liencres y estuario del Pas y el parque natural de las Dunas de Liencres. El río Pas aporta un caudal medio anual de 16 m³/s.

## Descripción

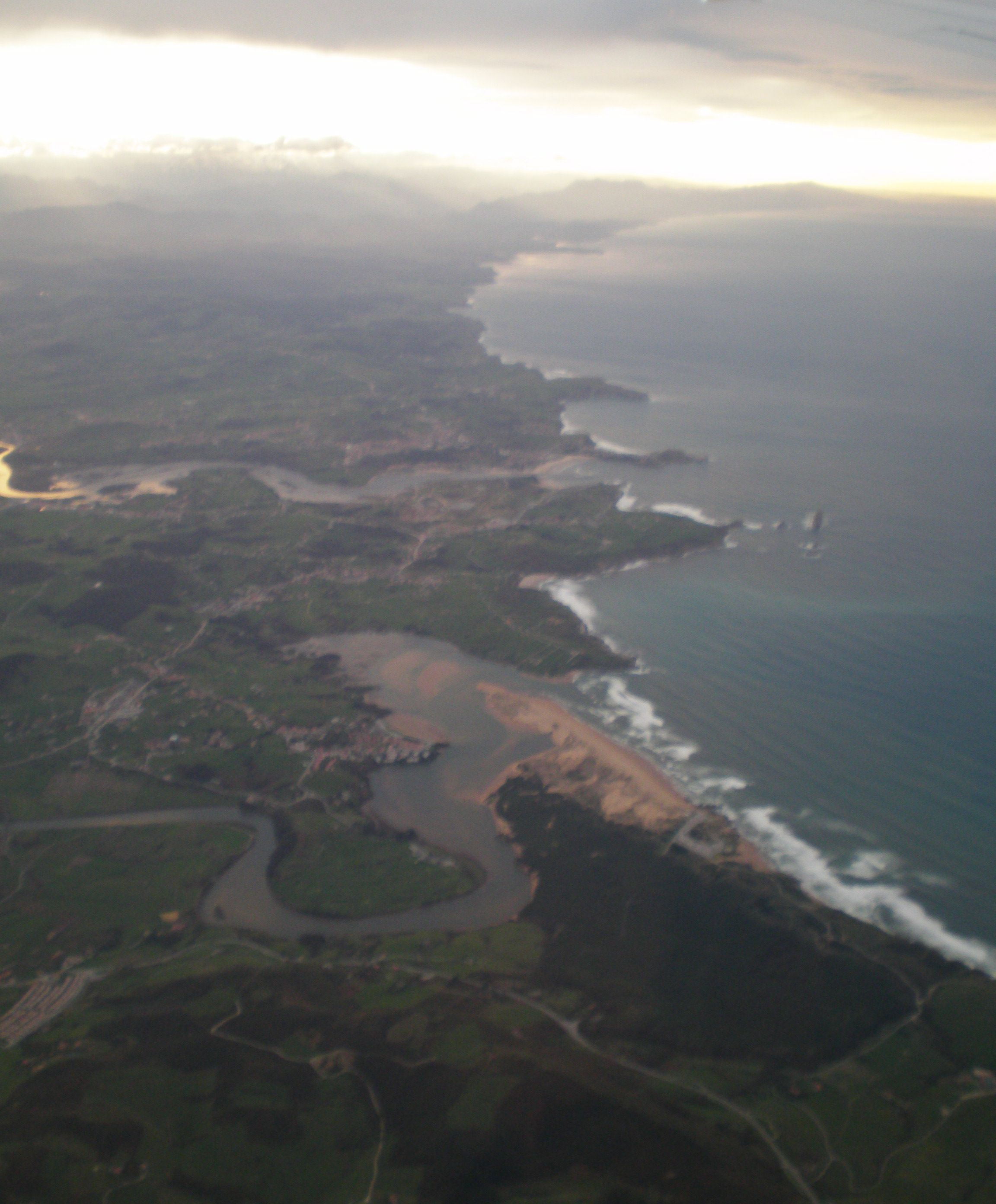
En primer plano la ría de Mogro; en segundo la ría de San Martín de la Arena.

Su primer tramo es fundamentalmente fluvial y se extiende hasta las poblaciones de Puente Arce y Oruña. Es muy fangoso y contiene algunos islotes. Al abrirse la ría predominan los arenales, aunque sigue habiendo zonas fangosas, y aparece en un margen un campo de golf llamado Abra del Pas.
Yendo más hacia el mar aparecen los páramos intermareales, salpicados de diques pertenecientes antiguamente a molinos de marea; entre ellos son comunes los juncos.
El tramo final no presenta fangos, dominado completamente por arenales, entre los que destaca el llamado Dunas de Liencres, protegido y de gran belleza paisajística, al que le sigue un bosque de coníferas (pino marítimo). Parte de las dunas están acotadas como playa nudista. Los otros arenales son la playa de Mogro (o de Usil), en el interior de la ría, y la pequeña playa de Robayera, situada entre rocas y ya a mar abierto.
La principal figura del relieve es el monte La Picota. Junto a la playa de Mogro se extiende un pequeño paseo marítimo.

## Formación
Se cree que la ría se configuró durante el Pleistoceno Superior, durante un periodo de retroceso de los acantilados y de subida del nivel del mar. La erosión de la costa dejaría unos depósitos sedimentarios relacionables con los que existen actualmente en la ría. Las modificaciones en el nivel del mar provocaron entonces la transformación de los depósitos en arenales.